# 广阳城站
广阳城站是一个位于中国北京市房山区拱辰街道南广阳城村广阳中路与长于北大街、长于大街交叉口南側，属于北京地铁房山线的地铁车站。

## 位置
该站位于北京市房山区长阳路与长于北大街、长于大街交汇处以南，因邻近广阳城而得名。

## 结构

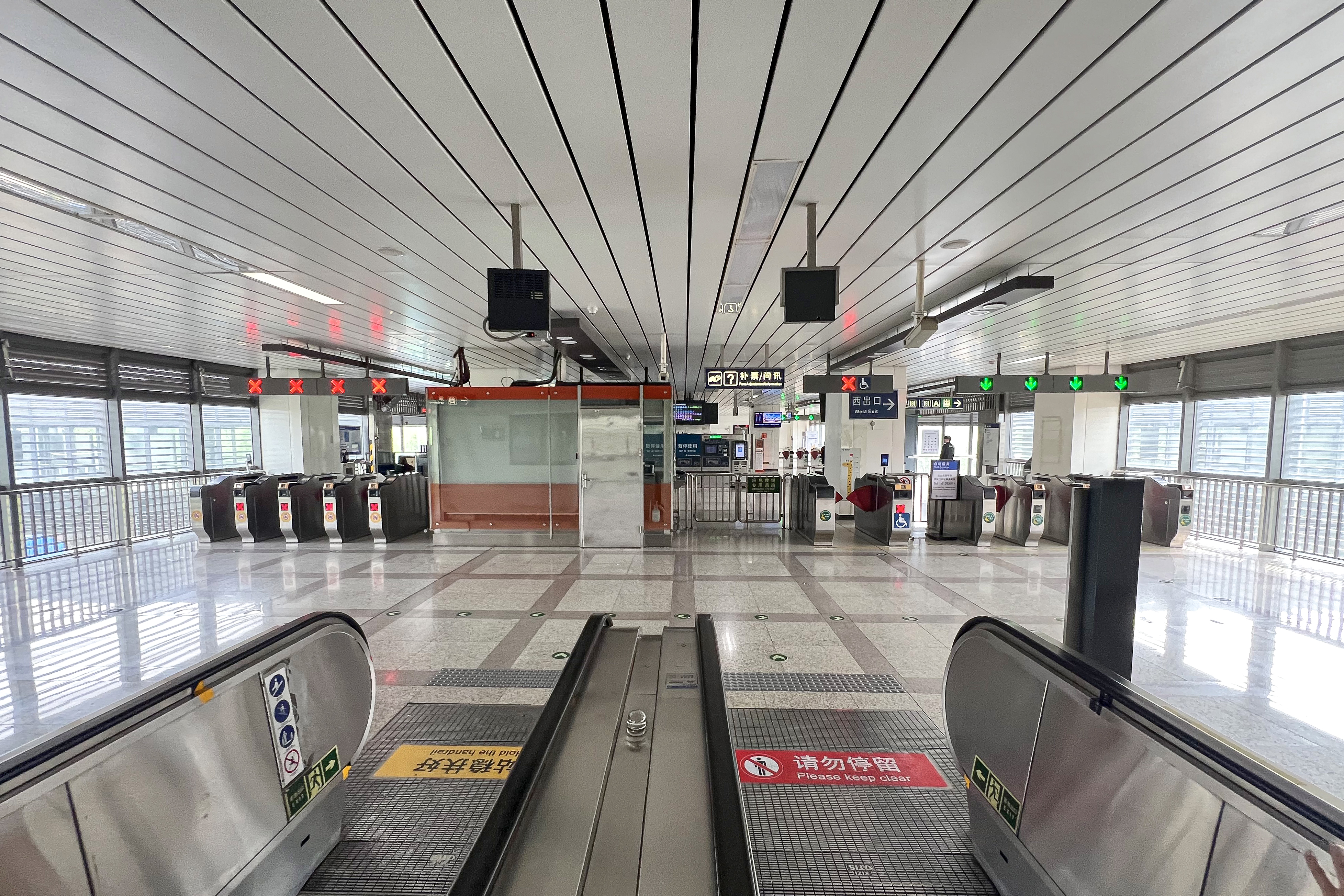
站厅

该站为高架车站，岛式站台设计，有4个出口：A1、A2（西），B1、B2（东）。

### 车站楼层
| 地上三层 站台层 |                                  | █ 房山线非跨线车往东管头南 / 跨线车往国家图书馆 ( █ 9号线) （篱笆房） |
| 地上三层 站台层 | 岛式站台，左側開门               |                                                                       |
| 地上三层 站台层 | █ 房山线往阎村东（良乡大学城北） |                                                                       |
| 地上二层 站厅层 | 站厅                             | 客务中心、自动售票机、进出站闸机                                      |
| 地面层          | 出入口                           | A－B出入口                                                            |

## 出入口
|                           |            |                              |      |            |  |
| 编号                      | 指示       | 建议前往的目的地             | 图片 | 无障碍设施 |  |
| 出口 · A · 1 · 升降机标志 | 长于大街   | 长阳农场家属院               |      |            |  |
| 出口 · A · 2              | 长于北大街 | 长阳路、广阳城新区、碧波园   |      | 不適用     |  |
| 出口 · B · 1 · 升降机标志 | 长于北大街 | 长阳路、房山新城滨水森林公园 |      |            |  |
| 出口 · B · 2              | 长于大街   |                              |      | 不適用     |  |
| 註： 設有                 |            |                              |      |            |  |